# DN11
DN11 este un drum național din România, care leagă Brașovul de Bacău, traversând Carpații Orientali (Munții Nemira) prin Pasul Oituz. Drumul trece prin orașele Târgu Secuiesc și Onești.

## Ramificații
DN11B face legătura între Târgu Secuiesc și localitatea Cozmeni din județul Harghita, unde se leagă de DN12 care face mai departe legătura cu Miercurea Ciuc. Are o lungime de 39,8 km.
DN11C este un drum național secundar din România, care leagă Târgu Secuiesc de Bixad, Covasna, trecând Munții Carpați. Are o lungime de 35 km.